# Ryan Spooner
Pour les articles homonymes, voir Spooner.
Ryan Spooner (né le 30 janvier 1992 à Kanata dans la province de l'Ontario au Canada) est un joueur professionnel canadien de hockey sur glace.

## Biographie

### En club
En 2010, il est repêché par les Bruins de Boston en 2e ronde 45e au total.
En 2010, il remporte le trophée William-Hanley remis annuellement au joueur de la franchise de hockey sur glace de la ligue de hockey de l'Ontario avec le meilleur état d'esprit. Il participe avec l'équipe LHO à la Super Serie Subway en 2010.
Après 4 saisons dans la LHO, il rejoint les Bruins de Providence, le club-école des Bruins de Boston, pour la saison 2012-2013. Il est le meneur en points avec 57 points en 59 matchs. Le 6 février 2013, il joue son premier match dans la LNH. Il récolte son premier point, une assistance face aux Ducks d'Anaheim, le 31 octobre 2013. Durant la saison 2014-2015, il est rappelé à Boston et remplacera David Krejčí, lui qui est blessé. Le 27 février 2015, il marque son premier but dans la LNH. Il s'agit d'un but en prolongation face aux Devils du New Jersey. Son premier but en temps réglementaire a été marqué le 10 mars 2015. Il termine la saison avec 18 points dont 8 buts, en 29 matchs.
Le 1er juillet 2015, les Bruins lui accordent une prolongation de contrat de deux ans, 1.9 M $ par année. Le 26 juillet 2017, après deux saisons complètes dans la LNH, il signe un nouveau contrat d'un an.
Le 25 février 2018, Ryan Spooner passe aux Rangers de New York dans un échange qui envoie Rick Nash aux Bruins en retour de lui-même, Matt Beleskey, Ryan Lindgren, un choix de 1re ronde en 2018 et un choix de 7e ronde en 2019.
Le 16 novembre 2018, il est échangé aux Oilers d'Edmonton en retour de l'attaquant Ryan Strome . Il est à nouveau échangé au cours de la saison vers les Canucks de Vancouver contre Sam Gagner .

### Carrière internationale
Il représente le Canada en sélection U18.

## Statistiques

### En club
| Saison     | Équipe                      | Ligue      |     | Saison régulière | Saison régulière | Saison régulière | Saison régulière | Saison régulière |   | Séries éliminatoires | Séries éliminatoires | Séries éliminatoires | Séries éliminatoires | Séries éliminatoires |
| Saison     | Équipe                      | Ligue      | PJ  | B                | A                | Pts              | Pun              | PJ               | B | A                    | Pts                  | Pun                  |                      |                      |
| 2008-2009  | Petes de Peterborough       | LHO        | 62  | 30               | 28               | 58               | 8                | 4                | 0 | 1                    | 1                    | 0                    |                      |                      |
| 2009-2010  | Petes de Peterborough       | LHO        | 47  | 19               | 35               | 54               | 12               | 3                | 0 | 1                    | 1                    | 2                    |                      |                      |
| 2010-2011  | Petes de Peterborough       | LHO        | 14  | 10               | 9                | 19               | 2                | -                | - | -                    | -                    | -                    |                      |                      |
| 2010-2011  | Frontenacs de Kingston      | LHO        | 50  | 25               | 37               | 62               | 6                | 5                | 4 | 2                    | 6                    | 2                    |                      |                      |
| 2010-2011  | Bruins de Providence        | LAH        | 3   | 2                | 1                | 3                | 0                | -                | - | -                    | -                    | -                    |                      |                      |
| 2011-2012  | Frontenacs de Kingston      | LHO        | 27  | 14               | 18               | 32               | 8                | -                | - | -                    | -                    | -                    |                      |                      |
| 2011-2012  | Sting de Sarnia             | LHO        | 30  | 15               | 19               | 34               | 8                | 6                | 1 | 2                    | 3                    | 8                    |                      |                      |
| 2011-2012  | Bruins de Providence        | LAH        | 5   | 1                | 3                | 4                | 0                | -                | - | -                    | -                    | -                    |                      |                      |
| 2012-2013  | Bruins de Providence        | LAH        | 59  | 17               | 40               | 57               | 14               | 12               | 2 | 3                    | 5                    | 4                    |                      |                      |
| 2012-2013  | Bruins de Boston            | LNH        | 4   | 0                | 0                | 0                | 0                | -                | - | -                    | -                    | -                    |                      |                      |
| 2013-2014  | Bruins de Providence        | LAH        | 49  | 11               | 35               | 46               | 8                | 12               | 6 | 9                    | 15                   | 2                    |                      |                      |
| 2013-2014  | Bruins de Boston            | LNH        | 23  | 0                | 11               | 11               | 6                | -                | - | -                    | -                    | -                    |                      |                      |
| 2014-2015  | Bruins de Boston            | LNH        | 29  | 8                | 10               | 18               | 2                | -                | - | -                    | -                    | -                    |                      |                      |
| 2014-2015  | Bruins de Providence        | LAH        | 34  | 8                | 18               | 26               | 10               | 5                | 0 | 4                    | 4                    | 0                    |                      |                      |
| 2015-2016  | Bruins de Boston            | LNH        | 80  | 13               | 36               | 49               | 35               | -                | - | -                    | -                    | -                    |                      |                      |
| 2016-2017  | Bruins de Boston            | LNH        | 78  | 11               | 28               | 39               | 14               | 4                | 0 | 2                    | 2                    | 0                    |                      |                      |
| 2017-2018  | Bruins de Boston            | LNH        | 39  | 9                | 16               | 25               | 2                | -                | - | -                    | -                    | -                    |                      |                      |
| 2017-2018  | Rangers de New York         | LNH        | 20  | 4                | 12               | 16               | 2                | -                | - | -                    | -                    | -                    |                      |                      |
| 2018-2019  | Rangers de New York         | LNH        | 16  | 1                | 1                | 2                | 0                | -                | - | -                    | -                    | -                    |                      |                      |
| 2018-2019  | Oilers d'Edmonton           | LNH        | 25  | 2                | 1                | 3                | 2                | -                | - | -                    | -                    | -                    |                      |                      |
| 2018-2019  | Condors de Bakersfield      | LAH        | 7   | 2                | 4                | 6                | 6                | -                | - | -                    | -                    | -                    |                      |                      |
| 2018-2019  | Canucks de Vancouver        | LNH        | 11  | 0                | 4                | 4                | 0                | -                | - | -                    | -                    | -                    |                      |                      |
| 2019-2020  | HC Lugano                   | NLA        | 2   | 0                | 1                | 1                | 0                | -                | - | -                    | -                    | -                    |                      |                      |
| 2019-2020  | HK Dinamo Minsk             | KHL        | 43  | 10               | 27               | 37               | 6                | -                | - | -                    | -                    | -                    |                      |                      |
| 2020-2021  | HK Dinamo Minsk             | KHL        | 36  | 6                | 33               | 39               | 14               | -                | - | -                    | -                    | -                    |                      |                      |
| 2021-2022  | Avtomobilist Iekaterinbourg | KHL        | 45  | 11               | 23               | 34               | 24               | -                | - | -                    | -                    | -                    |                      |                      |
| 2022-2023  | HK Dinamo Minsk             | KHL        | 64  | 19               | 28               | 47               | 16               | 6                | 1 | 4                    | 5                    | 0                    |                      |                      |
| 2023-2024  | Avangard Omsk               | KHL        | 65  | 23               | 38               | 61               | 10               | 10               | 1 | 5                    | 6                    | 4                    |                      |                      |
| 2024-2025  | Avangard Omsk               | KHL        | 54  | 8                | 31               | 39               | 18               | 13               | 2 | 1                    | 3                    | 2                    |                      |                      |
| Totaux LNH | Totaux LNH                  | Totaux LNH | 325 | 48               | 119              | 167              | 63               | 4                | 0 | 2                    | 2                    | 0                    |                      |                      |

### En équipe nationale
| Année | Équipe     | Compétition                  |   | PJ | B | A | Pts | Pun      |  | Résultat |
| 2010  | Canada U18 | Championnat du monde -18 ans | 6 | 2  | 0 | 2 | 2   | 7e place |  |          |